# Amos (knjiga)
Amos je jedna od knjiga Biblije, dio Staroga zavjeta. Pripada u proročke knjige i to u skupinu 12 malih proroka (12 kraćih proročkih knjiga u Starome zavjetu). Biblijska kratica knjige je Am.
Amos je prvi biblijski pisac, čije riječi su zapisane u knjizi, prethodnik Hošea i Izaije. Prorokovao je "u doba judejskoga kralja Uzije i Jeroboama, sina Joaša, izraelskoga kralja, dvije godine prije potresa (Am 1,1)". To je bilo oko 750. g. pr. Kr. Njegovo ime znači "nosač (tereta)". Živio je u gradu Tekoa u Kraljevstvu Juda (južno kraljevstvo), ali je došao propovijedati u Kraljevstvo Izrael (sjeverno kraljevstvo). Po zanimanju je bio uzgajivač divljih smokava i pastir (stočar) (Am 7,14). U to doba, dogodio se gospodarski uspon Kraljevstva Juda i Kraljevstva Izrael, ali je narod pogotovo u Kraljevstvu Izrael klanjao se poganskim bogovima, živio nepošteno i jako se odvojio od Boga (Jahve).
Bog je poslao Amosa, da ode u Kraljevstvo Izrael. U prva dva poglavlja je navještaj osude nad Kraljevstvima Izrael i Juda i susjednim narodima. Preko Amosa, Bog poručuje narodu, da će ih kazniti jer su se udaljili od njega. Bog ih je već prije upozoravao, ali se nisu popravili: "Bez obraćenja nema spasenja (Am 5,3)". I ponovno ih potiče na obraćenje: "Tražite dobro, a ne zlo, da biste živjeli, i da Jahve, Bog nad Vojskama, odista s vama bude kao što velite da jest (Am 5,14)". Bogu nisu mile njihove svečanosti, jer je to izvanjsko bogoštovlje bez dubine. Narod je slavio Dan Jahvin kao da im je to na slavu, a prorok Amos ih upozorava, da je to dan suda i pravde u odnosu na to kako su živjeli. Mislili su, da jer su izabrani Božji narod, da ih ne može zadesiti nikakva nesreća i da mogu raditi što im se prohtije, ali Bog ih upozorava: "Jao bezbrižnima na Sionu i spokojnima na samarijskoj gori (Am 6,1)". Budući, da su izabrani narod trebali su živjeti po Božjim zapovijedima. Amos je prorokovao i upozoravao u Betelu, gdje je bilo svetište poganskim pogovima. Svećenik Amasja ga je ocrnio pred kraljem Jeroboamom i poručio mu da ode.
Prorok Amos imao je pet viđenja. Prva dva viđenja su pustošenje skakavaca i suša. Prorok je zamolio Boga, da se smiluje i poštedi narod. To se i dogodilo. Treće viđenje je visak: "Tada Gospod reče: "Evo, izmjerit ću viskom svoj narod izraelski; neću ga više štedjeti (Am 7,8)". Sljedeće viđenje je košarica zrela voća, što je značilo da je narod zreo za propast. Posljednje viđenje je Bog kraj žrtvenika: propalo kraljevstvo. Oni pripadnici izabranog naroda koji su grješno živjeli propast će, a pošteni će živjeti i dalje u miru. Amos naviješta na kraju dolazak Mesije, sina Davidova i Njegovo kraljevstvo mira. 
Oko 722. g. pr. Kr. Asirci na čelu s Salamanasarom osvojili su izraelsko kraljevstvo i odveli velik dio naroda u zarobljeništvo.